# Hèlios Pardell i Alentà
Hèlios Pardell i Alentà (Llardecans, 1946 – 31 d'octubre de 2008) va ser un metge especialitzat en el camp de la hipertensió, autor de treballs en revistes tècniques i membre de diverses associacions mèdiques.

## Biografia
Es llicencià en Medicina i Cirurgia per la Universitat de Barcelona l'any 1969, i es doctorà en Medicina i Cirurgia per la Universitat Autònoma de Barcelona. S'especialitzà en Medicina Interna i exercí com a consultor de Medicina i Hipertensió en l'hospital de la Creu Roja de l'Hospitalet de Llobregat, d'on va ser Cap de Medicina Interna. Fundà la unitat d'Hipertensió i Risc Vascular de l'Hospital General de l'Hospitalet, presidí la "Liga Española contra la Hipertensión Arterial" i el Consell Assessor del Tabaquisme de la Conselleria de Sanitat de la Generalitat de Catalunya, càrrec aquest darrer que li permeté coordinar diverses campanyes de la Generalitat en la lluita antitabàquica. Col·laborà amb els Col·legis de Metges de Barcelona, de Catalunya i Espanya.
En morir era professor de la Facultat de Medicina de la Universitat de Barcelona, president del Consell Assessor sobre el Tabaquisme del Departament de Sanitat i Seguretat Social de la Generalitat de Catalunya i assessor de l'OMS per a programes de prevenció de malalties cròniques. També dirigia el Sistema Espanyol d'Acreditació de la Formació Mèdica Continuada (SEAFORMEC), era membre del "Consejo General de Médicos", responsable de l'àrea de DPC/FMC de la "Fundación Educación Médica" i era secretari executiu del Consell Català de la Formació Mèdica Continuada; també era membre de la Junta de la "Global Alliance for Medical Education" i del "Internacional Strategy Comitee" de la "Alliance for Continuing Medical Education".
Ultra la seva abundantíssima bibliogràfica tècnica, en llibres i revistes, també dedicà estudis al seu poble natal (El beat Pere Tarrés, Pelegrinatge a Barbastre i Torreciutat) i estudià amb especial interès la guerra civil espanyola.
El seu germà Josep Maria és (2007) alcalde de Llardecans, i el seu fill Hèlios Pardell i Martí (Barcelona, 1972) és tenor i cantant d'òpera.

### Llibres tècnics
- Lo fundamental en hipertensión Barcelona: Doyma, 1984 (reimprès diverses vegades). ISBN 8475923313
- Hèlios Pardell, ed. La hipertension arterial en España : compendio de trabajos epidemiológicos sobre hipertension arterial Madrid: Liga Española para la Lucha contra la Hipertensión Arterial, 1985 (dues edicions)
- Hèlios Pardell, ed. La Hipertensión arterial en el anciano Madrid: MSD Merck Sharp & Dohme, 1986
- Hèlios Pardell i altres Manual de bioestadística Barcelona: Masson, 1986. ISBN 8431103876
- Hèlios Pardell i altres Manual de hipertensión arterial Barcelona: Doyma, 1988. ISBN 8475922066
- Hèlios Pardell, ed. Casos clínicos en hipertensión Barcelona: Química Farmacéutica Bayer, 1989. ISBN 8440445199
- La Hipertensió arterial Barcelona: Doyma, 1990. ISBN 847592381X
- Hèlios Pardell i Paul M. Vanhoutte, eds. A Symposium : Indapamide and antihypertensive strategy Newton, MA (EUA): Canhers Pub., 1990
- A. Martín Zurro, Hèlios Pardell, dir. Hipertensión'92: programa interactivo de HTA en atención primaria Madrid: IDEPSA, 1992
- Hèlios Pardell i altres Tratamiento de la hipertensión arterial: estrategias e instrumentos  Barcelona: Doyma, 1993. ISBN 8475925081
- Hèlios Pardell, coord. El consejo médico en el paciente hipertenso Madrid: Acción Médica, 1995
- Hèlios Pardell i altres Manual de diagnóstico y tratamiento del tabaquismo Madrid: Médica Panamericana, 1996. ISBN 8479032162
- Hèlios Pardell, coord. Epidemiología de la hipertensión Madrid: Doyma, 1999
- Hèlios Pardell, dir. Formación médica continuada a debate Barcelona: Mayo, 2001. ISBN 8489980489
- Hèlioa Pardell, coord. Manejo del fumador en la clínica Barcelona: Medicina STM, 2001
- Hèlios Pardell, dir. Industria farmacéutica y formación médica continuada Barcelona: Mayo, 2003
- Hèlios Pardell, dir. Proceso de acreditación de la formación médica continuada en España Barcelona: Mayo, 2003
- Hèlios Pardell, dir. Formación médica continuada a distancia Barcelona: Mayo, 2004. ISBN 8496122689

### Publicacions sobre Llardecans
- El beat Pere Tarrés per les terres del Segrià i les Garrigues: itineraris de guerra Llardecans: Parròquia l'Assumpció de Llardecans, 2005
- Pelegrinatge a Barbastre i Torreciutat. El Beat Miquel Masip i la Mare de Déu de Loreto Llardecans: Parròquia de Llardecans, 2007

### Treballs de graduació
- El Problema hospitalario Treball per a la Diplomatura en Sanitat 1971
- Estudio de la dotación hospitalaria española Tesi doctoral, UAB 1973